# SN 1951G
SN 1951G – supernowa odkryta 6 sierpnia 1951 roku w galaktyce PGC 744. W momencie odkrycia miała maksymalną jasność 18,80m.